# Klášter Langheim
Langheim je bývalé cisterciácké opatství v Klosterlangheimu, části města Lichtenfels v bavorském vládním obvodu Horní Franky, v Bamberské arcidiecézi.

## Historie

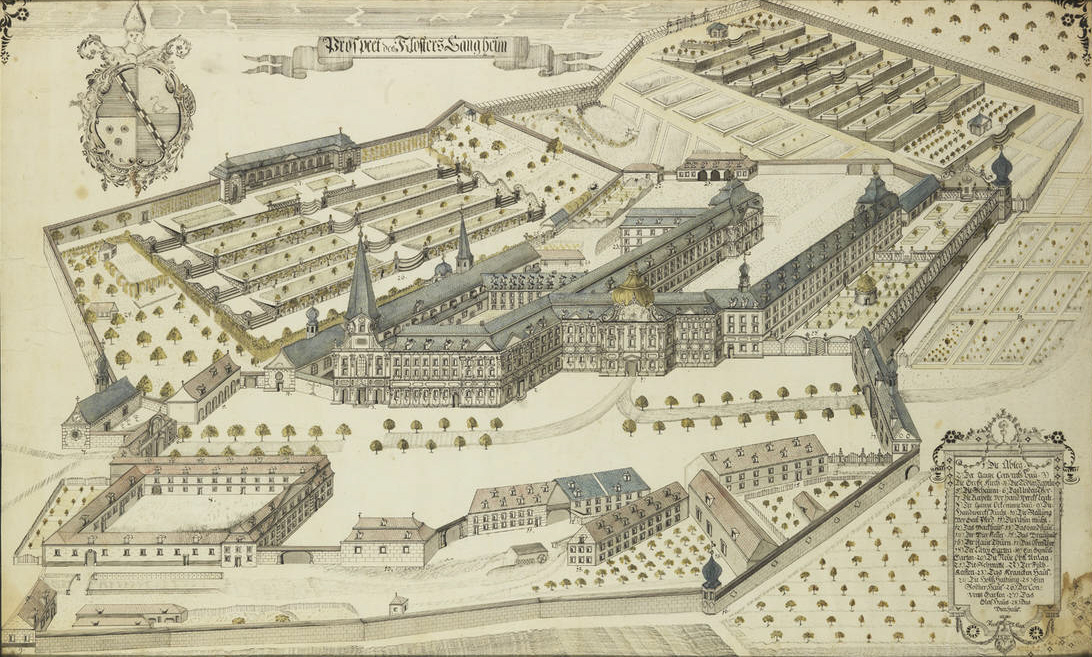
Pohled na klášter Langheim v roce 1800

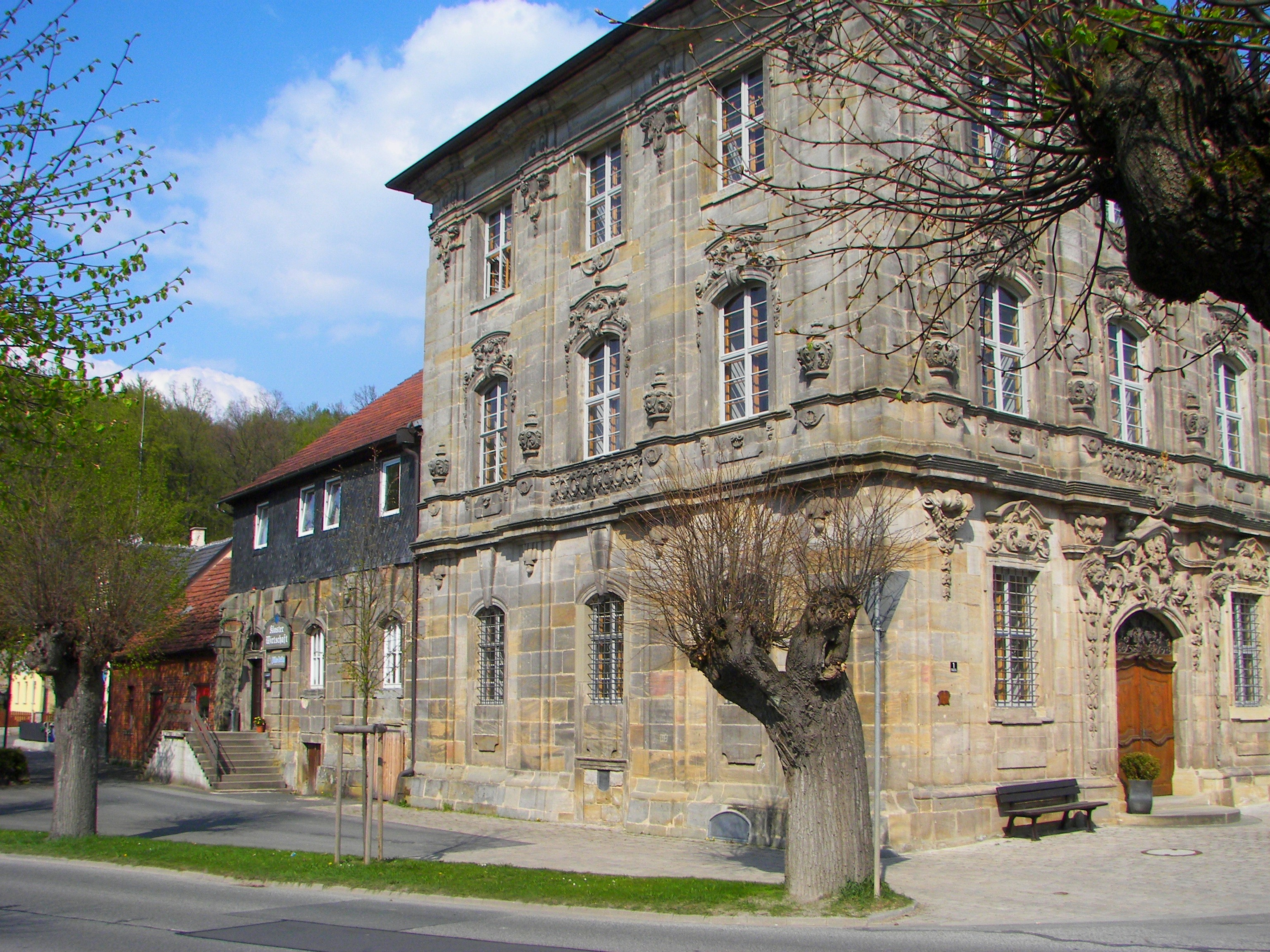
Bývalá budova konventu

Klášter Langheim, zasvěcený Panně Marii, Janu Evangelistovi a sv. Mikuláši byl založen v letech 1132/33 jako dceřiná fundace kláštera Ebrach. Jako zakladatelé kláštera se objevují tři bamberští ministeriálové, za nimiž stál jako iniciátor stavby biskup Ota I. Bamberský. Klášter se díky štědrému majetkovém nadání od meranských vévodů, robotě a nevolnictví stal ve 13. a 14. století nejbohatším klášterem v Nordgau. Okolo roku 1380 se klášter dostal do hospodářských potíží, což vedlo k prodeji části pozemků a z nich plynoucích příjmů bamberské diecézi. Snahy Langheimu dostat se mimo vliv bamberského arcibiskupa a co nejrychleji znovu nabýt svůj majetek zkrachovaly; v roce 1741 bylo toto snažení vzhledem ke změně politické situace opuštěno.
Mezi lety 1680 a 1792, během bavorské rekatolizace nechali langheimští opati klášter barokní přestavbou přeměnit na skvostnou stavbu. V barokním slohu byla přestavěna také administrativně-správní centra kláštera v Tambachu, Kulmbachu a Triebu. Architekt Balthasar Neumann v roce 1772 na základě zakázky od langheimského kláštera vybudoval ve Vierzehnheiligen poblíž Bad Staffelstein novostavbu poutního kostela.
V roce 1802 vypukl v klášteře velký požár. Zničil část budov konventu, jednu ze dvou knihoven a těžce poškodil konventní chrám a další budovy. V důsledku sekularizace v Bavorsku byl klášter v roce 1803 zrušen. Stavby poškozené požárem a konventní kostel byly strženy. Zachované zbytky budov se dnes nachází v centru obce Klosterlangheim.

## Opati od roku 1449
- 1449–1475 Johann von Dinstleben
- 1476–1494 Johann Schad
- 1494–1510 Emmeram Teuchler
- 1510–1538 Johann Fabri genannt Strauß
- 1538–1556 Konrad Haas
- 1556–1562 Friedrich Marschalk (sesazený kvůli jeho "neslavnému způsobu života" a v 18. století zatajen mezi portréty ostatních opatů)
- 1562–1572 Ludwig Fuchs
- 1572–1582 Magnus Hofmann
- 1582–1584 Wilhelm Krenich
- 1584–1592 Konrad Holzmann
- 1592–1608 Johann Bückling
- 1608–1620 Peter Schönfelder
- 1620–1626 Johann Weiger
- 1626–1631 Erasmus Behem (Böhm)
- 1631–1637 Nikolaus Eber
- 1637–1649 Johann Gagel
- 1649–1664 Mauritius Knauer
- 1664–1677 Alberich Semmelmann
- 1677–1689 Thomas Wagner
- 1689–1690 Candidus Bergmann
- 1690–1728 Gallus Knauer
- 1728–1734 Martin Wolf
- 1734–1751 Stephan Mösinger
- 1751–1774 Malachias Limmer
- 1774–1791 Johann Nepomuk Pitius (1789 sesazen kvůli plýtvání peněz při přestavbě kláštera)
- 1791–1803 Candidus Hemmerlein

## Langheim a Čechy
Langheim byl mateřským klášterem cisterciáckého kláštera v Plasích, kam langheimští řeholníci přišli v roce 1144.

## Evropské dědictví
Tento klášter je součástí skupiny Cisterscapes (krajiny v okolí cisterciáckých klášterů). Tento soubor  byl začleněn do Evropského dědictví 17. dubna 2024.